# Marian Einbacher
Marian Einbacher (ur. 8 stycznia 1900 w Poznaniu, zm. 12 stycznia 1943 w Auschwitz-Birkenau) – polski piłkarz grający na pozycji napastnika, reprezentant Polski, urzędnik bankowy.

## Kariera klubowa
Był piłkarzem Warty Poznań, zarówno przed, jak i po Wielkiej Wojnie. Grał na różnych pozycjach w ofensywie zespołu. W 1922 i 1925 zdobył z Wartą wicemistrzostwo Polski, a w 1921 – brązowy medal MP. Łącznie w tych rozgrywkach rozegrał 18 spotkań, strzelając 14 goli.
W 1925 zakończył karierę piłkarską z powodu kontuzji łąkotki.

## Kariera międzynarodowa
W reprezentacji Polski zagrał tylko jedno spotkanie, biorąc udział w historycznym pierwszym międzypaństwowym meczu polskiej drużyny (18 grudnia 1921 Polska przegrała w Budapeszcie z Węgrami 0:1).

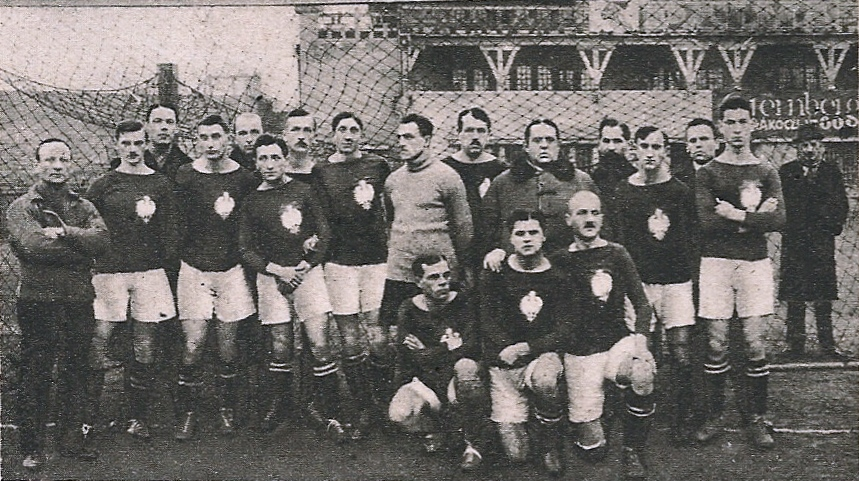
Reprezentacja Polski przed meczem z Węgrami (1921, Einbacher stoi drugi od lewej z orłem na koszulce)

## Po zakończeniu kariery
Einbacher po zaprzestaniu uprawiania sportu pracował w bankowości, był dyrektorem Banku Ludowego w Poznaniu. W 1935 został honorowym członkiem Warty.
W czasie II wojny światowej został aresztowany i uwięziony w obozie koncentracyjnym Auschwitz-Birkenau, gdzie zmarł 12 stycznia 1943.

## Statystyki

### Klub
| Klub               | Sezon              | Liga               | Liga  | Liga   |
| Klub               | Sezon              | Liga               | Mecze | Bramki |
| ------------------ | ------------------ | ------------------ | ----- | ------ |
| Warta Poznań       | 1921               | MP                 | 8     | 7      |
| Warta Poznań       | 1922               | MP                 | 4     | 2      |
| Warta Poznań       | 1923               | MP                 | 5     | 5      |
| Warta Poznań       | 1925               | MP                 | 1     | 0      |
| Ogólnie w karierze | Ogólnie w karierze | Ogólnie w karierze | 18    | 14     |

### Międzynarodowe
| Lp. | Data       | Miejsce          | Rywal | Wynik | Rozgrywki  | Grał | Uwagi                 | Źródło |
| --- | ---------- | ---------------- | ----- | ----- | ---------- | ---- | --------------------- | ------ |
| 1.  | 18.12.1921 | Budapeszt, Węgry | Węgry | 0:1   | towarzyski | 90'  | Pierwszy mecz Polski. | [ 1 ]  |